# Счастливого Рождества, мистер Лоуренс
«Счастливого Рождества, мистер Лоуренс» или «Весёлого Рождества, мистер Лоуренс» (англ. Merry Christmas, Mr. Lawrence) — кинофильм режиссёра Нагисы Осимы, вышедший на экраны в 1983 году. Главные роли исполнили Дэвид Боуи, Том Конти, Рюити Сакамото и Такэси Китано. Экранизация автобиографических романов «Семя и сеятель» (англ. The Seed And The Sower, 1963 г.) и «Ночь новолуния» (англ. The Night of the New Moon, 1970 г.) Лоренса ван дер Поста.
Японское название фильма — «Счастливое Рождество на фронте» (яп. 戦場のメリークリスマス сэндзё: но мэри: курисумасу).

## Сюжет
Основные события происходят в 1942 году в лагере для военнопленных на захваченном японцами острове Ява. Лагерем управляет капитан Ёнои (Рюити Сакамото), который строго следит за соблюдением дисциплины и свято верит в самурайский кодекс чести. Подполковник Лоуренс (Том Конти), живший до войны в Японии, свободно говорит по-японски, понимает японский образ мышления и пытается стать посредником между восточной и западной культурами. Также у него завязывается своеобразная дружба с сержантом Гэнго Хара (Такэси Китано)
Вызванный в Батавию на военный суд над недавно захваченным майором Джеком Селлерсом (Дэвид Боуи), Ёнои очарован стойким и самоуверенным обвиняемым. Селлерс, спрыгнув с парашютом в долине Бантен, с четырьмя товарищами напал на японскую транспортную колонну, и его обвиняют в том, что он командовал местными партизанами. После расстрела холостыми патронами британского майора отправляют в лагерь.
Капитан Ёнои признаётся Лоуренсу, что чувствует вину за события прошлого — в 1936 году он находился в Маньчжурии, а не в Токио, где произошла попытка военного переворота. Он считает, что должен был умереть вместе с повстанцами. Ёнои чувствует родственную душу в Селлерсе, и его увлечение перерастает в одержимость: он обращается с ним по-особому, молча наблюдает за спящим в лазарете и несколько раз спрашивает Лоуренса о нём наедине.
Командир пленных полковник Хиксли (Джек Томпсон), ссылаясь на Женевскую конвенцию, отказывается назвать экспертов по оружию среди заключённых. Он опасается, что Ёнои заменит его Лоуренсом или Селлерсом.
Традиционный пост, который Ёнои приказал в течение 48 часов соблюдать заключённым и соблюдает сам, нарушен Селлерсом, пронёсшим в лагерь рисовые пирожки. Охранники его ловят и также находят радио, за контрабанду которого заставляют взять на себя вину Лоуренса. Селлерса и Лоуренса отправляют в карцер, где подвергают жестокому физическому насилию. Денщик коменданта пробирается ночью в одиночную камеру майора и пытается его убить, но терпит неудачу. Комендант, который совершал своё обычное ночное патрулирование, останавливает пытавшегося сбежать вместе с Лоуренсом Селлерса и вызывает его на дуэль, обещая в случае победы свободу, но Селлерс отказывается. Денщик делает харакири из-за постигшей его неудачи, призвав Ёнои убить Селлерса, прежде, чем тот уничтожит его дух. Во время похоронной церемонии Лоуренс узнаёт, что его казнят из-за радио, несмотря на отсутствие улик, только для того, чтобы сохранить порядок в лагере. В ярости он громит похоронный набор, и его возвращают обратно в камеру. Селлерс, который также ожидает смерти, рассказывает Лоуренсу, что, будучи подростком, он предал своего младшего брата, над которым издевались из-за горба, отказавшись избавить его от унизительного и травмирующего ритуала инициации в их школе-интернате.
После разговора пару освобождает пьяный сержант Хара, поскольку другой заключённый признался, что это его радио. Когда они уходят, сержант кричит по-английски: «Счастливого Рождества, Лоуренс!» Хотя Ёнои злится на Хару за превышение полномочий, он лишь мягко его отчитывает.
Ёнои приказывает всем заключённым, включая больных из лазарета, выстроиться за плацу. Поскольку Хиксли по-прежнему отказывается предоставить списки специалистов по использованию боеприпасов, он собирается его обезглавить. Однако прежде чем это произошло, Селлерс выходит из строя и целует коменданта в обе щеки, решив спасти жизнь полковника ценой своей собственной. Не имея сил убить Селлерса за это бесчестье, обезумевший комендант падает на руки охранников, и в конечном итоге его освобождают от обязанностей.
Новый, более жестокий, командир лагеря (Хидео Мурота) приказывает казнить Селлерса через погребение по шею в песок. Ёнои ночью пробирается через ограждение к умирающему Селлерсу и срезает у него прядь волос.
Четыре года спустя Лоуренс навещает в тюрьме сержанта Хару, которого на следующий день должны казнить за военные преступления. Они вспоминают, что капитан Ёнои был казнён сразу по окончании войны. Лоуренс рассказывает, что перед смертью капитан попросил его отвезти прядь волос Селлерса в семейный храм в его родной деревне. Когда он уходит, Хара кричит: «Счастливого Рождества, мистер Лоуренс!».

## В ролях
- Дэвид Боуи — майор Джек (Бесшабашный) Селлерс
  - Крис Браун — 12-летний Джек Селлерс
- Том Конти — подполковник Джон Лоуренс
- Рюити Сакамото — капитан Ёнои (яп. ヨノイ大尉)
- Такэси Китано — сержант Гэнго Хара (яп. ハラ・ゲンゴ軍曹)
- Джек Томпсон — полковник ВВС Хиксли
- Джонни Окура — охранник Канэмото
- Алистер Браунинг[англ.] — Де Йонг
- Хидэо Мурота[англ.] — новый комендант лагеря
- Джеймс Малкольм — младший брат Селлерса
- Юя Утида[англ.] — комендант военной тюрьмы

## Награды и номинации
- 1983 — премия Национального совета кинокритиков США за лучшую мужскую роль (Том Конти).
- 1983 — участие в основном конкурсе Каннского кинофестиваля.
- 1984 — Премия Японской киноакадемии за самый популярный фильм, а также 5 номинаций: лучший фильм, лучший режиссёр (Нагиса Осима), лучший художник-постановщик (Дзюсё Тода), лучшая музыка (Рюити Сакамото), лучший актёр второго плана (Такэси Китано).
- 1984 — премия BAFTA за лучшую музыку (Рюити Сакамото).
- 1984 — премия журнала «Кинэма Дзюмпо» за лучший фильм (Нагиса Осима).
- 1984 — 5 премий «Майнити»: лучший фильм, режиссура, сценарий (все — Нагиса Осима), актёр второго плана (Такэси Китано), музыка (Рюити Сакамото).